# Гравець року ФІФА 1995
«Гравець року ФІФА» за підсумками 1995 року був названий 8 січня 1996 року в Мілані на урочистому заході, організованому італійським спортивним виданням La Gazzetta dello Sport з нагоди його 100-річчя. Це було п'яте нагородження трофеєм «Гравець року ФІФА», започаткованого ФІФА у 1991 році. Лауреатом нагороди став ліберійський нападник клубу «Мілан» Джордж Веа.
Переможець визначався за підсумками голосування серед 95 тренерів національних команд світу. Кожен з тренерів визначав трійку найкращих футболістів, окрім співвітчизників. Перше місце оцінювалось у п'ять балів, друге — три бали, третє місце — 1 бал.

## Підсумки голосування
| №   | Гравець          | Клуб(и)               | Країна     | Очки |
| --- | ---------------- | --------------------- | ---------- | ---- |
| 1   | Джордж Веа       | Парі Сен-Жермен Мілан | Ліберія    | 170  |
| 2   | Денніс Бергкамп  | Інтер                 | Нідерланди | 80   |
| 3   | Юрген Клінсманн  | Тоттенгем Баварія     | Німеччина  | 58   |
| 4   | Ромаріу          | Барселона Фламенгу    | Бразилія   | 50   |
| 5   | Роберто Баджо    | Ювентус Мілан         | Італія     | 49   |
| 6   | Христо Стоїчков  | Барселона Парма       | Болгарія   | 37   |
| 7   | Іван Саморано    | Реал                  | Чилі       | 36   |
| 8   | Жуніньйо         | Сан-Паулу Мідлсбро    | Бразилія   | 28   |
| 9   | Маттіас Заммер   | Боруссія Д            | Німеччина  | 23   |
| 10= | Мікаель Лаудруп  | Реал                  | Данія      | 20   |
| 10= | Джанфранко Дзола | Парма                 | Італія     | 20   |